# John Tavares
John Tavares (Mississauga, Ontario, 20 de septiembre de 1990), apodado JT, J, Johnny T o Tavvy, entre otros, es un jugador profesional canadiense de hockey sobre hielo que se desempeña en la posición de centro en Toronto Maple Leafs, equipo de la National Hockey League (NHL).

## Carrera
Fue seleccionado en la primera ronda en la NHL Entry Draft de 2009. En 2009 hizo su debut profesional con el equipo New York Islanders, en el cual jugó nueve temporadas (2009-2018), después pasó a Toronto Maple Leafs, donde lleva jugando seis temporadas.